# Rubus chapmanianus
Rubus chapmanianus är en rosväxtart som beskrevs av F.K. Kupicha. Rubus chapmanianus ingår i släktet rubusar, och familjen rosväxter. Inga underarter finns listade i Catalogue of Life.